# Jean Chapdelaine
Pour les articles homonymes, voir Chapdelaine.
Ne doit pas être confondu avec Jean Chapdelaine Gagnon.
Joseph Marc Antoine Jean Chapdelaine est un diplomate québécois né en 1914 à Montréal et mort le 1er février 2005 à Québec. Il a joint le Ministère des affaires extérieures en 1937, a  été d'Ambassadeur dans plusieurs pays (Irlande, Finlande, Allemagne, Suède, Brésil) et a été sous-secrétaire d'État aux Affaires extérieures du Canada.
Il était le délégué général du Québec à Paris de 1965 à 1976, le deuxième après Charles A. Lussier. Pour cela, il a reçu l'Ordre national du Québec.

## Honneurs
- 1976 - Commandeur de l'ordre de la Légion d'honneur
- 1975 - Doctorat honorifique en sciences sociales de l'Université Laval
- 2002 - Officier de l'Ordre national du Québec
- Officier de l'ordre de la Pléiade

## Sources externes
- Le fonds d’archives de Jean Chapdelaine est conservé au centre d’archives de Québec de  Bibliothèque et Archives nationales du Québec[3].